# Avengers (komiks)

Filmová verze loga Avengers (2012). Autorství Marvel Studios a Walt Disney Pictures.

Avengers (v anglickém originále The Avengers) je fiktivní tým superhrdinů z komiksových příběhů publikovaných vydavatelstvím Marvel Comics. Příběh vytvořili tvůrci Stan Lee a Jack Kirby. Poprvé byl představen v The Avengers #1 v září 1963. Koncept Avengers byl vytvořen v návaznosti na úspěch týmu superhrdinů Justice League od DC Comics.

## Vydání

### Hlavní série
Tým Avengers se poprvé objevil ve vlastním komiksovém příběhu v září 1963 (The Avengers #1). Prvních šest čísel bylo vydáváno jednou za dva měsíce, poté již jako měsíčník.
První série byla vydána v období září 1963 až září 1996. Činila 402 čísel.
Druhá od listopadu 1996 do listopadu 1997. Tuto sérii sepsal Rob Liefeld a ilustroval Jim Valentino. Činila 13 čísel.
Třetí od února 1998 do srpna 2004. Tato série byla zakončena samostatnou knihou Avengers Finale, vydána v lednu 2005. Činila 88 čísel.
Po delší pauze začala být vydávána čtvrtá série, a to od července 2010 do roku 2012. Celkem bylo vydáno 34 čísel. Poté došlo k restartu Marvel vesmíru a pod hlavičkou Marvel NOW! Pátá série vycházela mezi roky 2013 a 2015, a čítala 44 čísel. Hlavním scenáristou byl Jonathan Hickman a kreslíři poté postupně Jerome Opena, Adam Kubert, Dustin Weaver, Mike Deodato a Stefano Caselli.
Po dalším restartu Marvelu pod hlavičkou All-New, All-Different Marvel, začala na konci roku 2015 vycházet série All-New, All-Different Avengers. Tu psal Mark Waid, kresbu zajistili Mahmud Asrar a Adam Kubert. Tým zde tvořili Captain America (Sam Wilson), Iron Man (Tony Stark), Spider-Man (Miles Morales), Vision, Ms. Marvel (Kamala Khan), Thor (Jane Fosterová) a Nova (Sam Alexander). V roce 2016 byla série nahrazena titulem Avengers Vol. 7, sedmou sérii psal i nadále Mark Waid, o kresbu se postaral kreslíř Michael Del Mundo. Tým zde tvořili Thor (Jane Fosterová), Captain America (Sam Wilson), Vision, Hercules, Wasp (Nadia Pymová) a Spider-Man (Peter Parker). Další relaunch Fresh Start přinesl novou sérii Avengers Vol. 8 novým scenáristou se stal Jason Aaron.

### Minisérie
K sériím byla vytvořena i řada spin-offů či minisérií.
- West Coast Avengers – vydáváno v období od roku 1984 do roku 1993.
- Solo Avengers – vydáváno v období od roku 1987 do roku 1991.
- Heroes Reborn – vydáváno v období od roku 1996 do roku 1997.
- Avengers Disassembled – vydáváno v období od roku 2004 do roku 2005.
- The New Avengers (Vol. 1, 2, 3 a 4) – vydáváno v období od roku 2005 do roku 2017.
- The Mighty Avengers – vydáváno v období od roku 2007 do roku 2010.
- Avengers: The Initiative – vydáváno v období od roku 2007 do roku 2010.
- Dark Avengers – vydáváno v období od roku 2009 do roku 2010.
- Secret Avengers (Vol. 1, 2 a 3) – vydáváno v období od roku 2010 do roku 2015
- Uncanny Avengers (Vol. 1, 2 a 3) – vydáváno v období od roku 2012.
- Occupy Avengers – vydáváno v období od roku 2016.
- U.S.Avengers – vydáváno v období od roku 2017.

## Členové týmu
Původní název týmu zněl "Earth's Mightiest Heroes" a tvořili ho Iron Man, Ant-Man, Wasp, Thor a Hulk. Ve čtvrtém čísle tým nalezl v ledu svého dalšího budoucího člena a velitele, byl jím Captain America. V prvním čísle použila Wasp název "The Avengers", který zněl více dramaticky.
Ve druhém čísle se z Ant-Mana stal Giant Man. Dále v 28. čísle Goliath a v 63. Yellowjacket.
Captain America byl zpětně považován za zakládajícího člena namísto Hulka.

### Zakládající členové
| Charakter | Civilní jméno                 | Přidal se v        |
| --------- | ----------------------------- | ------------------ |
| Iron Man  | Anthony "Tony" Edward Stark   | Avengers vol. 1 #1 |
| Ant-Man   | Dr. Henry "Hank" Jonathan Pym | Avengers vol. 1 #1 |
| Wasp      | Janet Pym                     | Avengers vol. 1 #1 |
| Thor      | Thor Odinson                  | Avengers vol. 1 #1 |
| Hulk      | Bruce Banner                  | Avengers vol. 1 #1 |

### Noví členové z 60. let
Tito členové byli různě využiti jako stálí či jen dočasní.
| Charakter       | Civilní jméno                 | Přidal se v         |
| --------------- | ----------------------------- | ------------------- |
| Captain America | Steven "Steve" Rogers         | Avengers vol. 1 #4  |
| Hawkeye         | Clinton Francis Barton        | Avengers vol. 1 #16 |
| Quicksilver     | Pietro Lensherr (či Maximoff) | Avengers vol. 1 #16 |
| Scarlet Witch   | Wanda Lensherr (či Maximoff)  | Avengers vol. 1 #16 |
| Swordsman       | Jacques Duquesne              | Avengers vol. 1 #20 |
| Hercules        | Heracles                      | Avengers vol. 1 #20 |
| Black Panther   | T'Challa Udaku                | Avengers vol. 1 #52 |
| Vision          | Victor Shade                  | Avengers vol. 1 #58 |
| Black Knight    | Dane Whitman                  | Avengers vol. 1 #71 |

### Noví členové z 70. let
| Charakter   | Civilní jméno                        | Přidal se v          |
| ----------- | ------------------------------------ | -------------------- |
| Black Widow | Natalia Alianovna "Natasha" Romanova | Avengers vol. 1 #111 |
| Beast       | Dr. Henry Phillip "Hank" McCoy       | Avengers vol. 1 #151 |
| Moondragon  | Heather Douglas                      | Avengers vol. 1 #151 |
| Hellcat     | Patricia "Patsy" Walker              | Avengers vol. 1 #151 |
| Two-Gun Kid | Matthew J. "Matt" Hawk               | Avengers vol. 1 #174 |
| Wonder Man  | Simon Williams                       | Avengers vol. 1 #186 |
| Ms. Marvel  | Carol Susan Jane Danvers             | Avengers vol. 1 #183 |
| Falcon      | Samuel "Snap" Thomas Wilson          | Avengers vol. 1 #184 |

### Noví členové z 80. let
| Charakter      | Civilní jméno             | Přidal se v          |
| -------------- | ------------------------- | -------------------- |
| Tigra          | Greer Grant Nelson        | Avengers vol. 1 #211 |
| She-Hulk       | Jennifer Walters          | Avengers vol. 1 #221 |
| Captain Marvel | Monica Rambeau            | Avengers vol. 1 #231 |
| Starfox        | Eros                      | Avengers vol. 1 #243 |
| Sub-Mariner    | Namor McKenzie            | Avengers vol. 1 #262 |
| Doctor Druid   | Dr. Anthony Ludgate Druid | Avengers vol. 1 #278 |

## Česká vydání
V České republice vydávají komiksové knihy Avengers nakladatelství BB/art a Crew.

### Původní
- 2010 – Avengers – Do boje!, (autoři: Kurt Busiek a George Pérez: Avengers Assemble, 2001)
- 2013 – Ultimátní komiksový komplet #34: Avengers – Rozpad, (autoři: Brian M. Bendis a David Finch: Avengers vol. 3 #500–503 a Finale, 2005)
- 2013 – Ultimátní komiksový komplet #14: Avengers – Na ostří nože, (autoři: Geoff Johns a různí kreslíři: Avengers vol. 3 #61–63 & #76, Thor vol. 2 #58, Iron Man vol. 3 #64, 2003)
- 2015 – Ultimátní komiksový komplet #61: Avengers – Na věky věků 1, (autoři: Kurt Busiek a Carlos Pacheco: Avengers Forever #1–6, 1998–99)
- 2015 – Ultimátní komiksový komplet #62: Avengers – Na věky věků 2, (autoři: Kurt Busiek a Carlos Pacheco: Avengers Forever #7–12, 1999)
- 2015 – Ultimátní komiksový komplet #85: Marvel: Počátky – 60. léta, (autoři: Stan Lee a Jack Kirby: The Avengers #1 a 4, 1963)
- 2015 – Ultimátní komiksový komplet #96: Avengers – Zrození Ultrona, (autoři: Roy Thomas a John Buscema: The Avengers #54–60 a Avengers Annual #2, 1968)
- 2015 – Ultimátní komiksový komplet #65: Avengers – Elita, (autoři: Brian M. Bendis a Alan Davis: Avengers Prime #1–5, 2010–11)
- 2016 – Ultimátní komiksový komplet #70: Avengers – Dětská křížová výprava, (autoři: Allan Heinberg a Jim Cheung: Avengers: The Children's Crusade #1–9 a Avengers: The Children's Crusade – Young Avengers a materiál z Uncanny X-Men (vol. 1) #526, 2010–12)
- 2016 – Ultimátní komiksový komplet #119: Avengers – Korvacova sága, (autoři: George Pérez, Sal Buscema, David Wenzel, Tom Morgan, Jim Shooter, David Michelinie a Bill Mantlo: Thor (vol. 1) Annual #6 a Avengers (vol. 1) #167–168 & 170–177, 1978)
- 2016 – Nejmocnější hrdinové Marvelu #01: Avengers, (autoři: Kurt Busiek a George Pérez: Avengers (vol. 3) #0, #19–22, 1999; Stan Lee a Jack Kirby: The Avengers (vol.1) #1, 1963)
- 2017 – Ultimátní komiksový komplet #104: Avengers – Kree-Skrullská válka , (autoři: Roy Thomas, Sal Buscema, Neal Adams: Avengers (vol. 1) #89–97, 1971–72)

- Avengers Vol. 8 (Fresh Start):
  - 2019 – Avengers 1: Poslední návštěva, (autoři: Jason Aaron, Ed McGuinness a Paco Medina: Avengers Vol. 8 #1–6 a Free Comic Book Day 2018 (Avengers/Captain America), 2018)
  - 2019 – Avengers 2: Světové turné, (autoři: Jason Aaron, Sara Pichelli, David Marquez, Ed McGuinness a Cory Smith: Avengers Vol. 8 #7–12, 2018–19)
  - 2020 – Avengers 3: Válka upírů, (autoři: Jason Aaron, Andrea Sorrentino a David Marquez: Avengers Vol. 8 #13–17, 2019)
  - 2020 – Avengers 4: Na pokraji Války říší, (autoři: Jason Aaron, Stefano Caselli, Jason Masters a Ed McGuinness: Avengers Vol. 8 #18–21 a Free Comic Book Day 2019 (Avengers/Savage Avengers), 2019)
  - 2021 – Avengers 5: Souboj Ghost Riderů, (autoři: Jason Aaron a Stefano Caselli: Avengers Vol. 8 #22–25, 2019; Felipe Smith a Tradd Moore: All-New Ghost Rider #1, 2014)
  - 2021 – Avengers 6: Znovuzrození Starbrandu, (autoři: Jason Aaron, Dale Keown, Francesco Manna, Ed McGuinness, Paco Medina a Andrea Sorrentino: Avengers Vol. 8 #26–30, 2019–20)
  - 2022 – Avengers 7: Khonshuova éra, (autoři: Jason Aaron, Oscar Bazaldúa, Geraldo Borges, Mattia De Iulis, Javiér Garrón, Robert Gill, Szymon Kudranski, Ed McGuinness, Gerardo Zaffino: Avengers Vol. 8 #31–38, 2020)
  - 2022 – Avengers 8: Do nitra Phoenix, (autoři: Jason Aaron, Javiér Garrón, Dale Keown, Luca Maresca: Avengers Vol. 8 #39–45, 2020)
  - 2023 – Avengers 9: She-Hulk proti světu, (autoři: Jason Aaron, Flaviano Armentaro, David Baldeón, Javiér Garrón, Aaron Kuder, Ed McGuinness, Steve McNiven, Carlos Pacheco: Avengers Vol. 8 #46–50, 2021)
  - 2023 – Avengers 10: Lovci mrtvých, (autoři: Jason Aaron, Iban Coello, Juan Frigeri, Javiér Garrón a Kev Walker: Avengers Vol. 8 #51–56 a Free Comic Book Day 2021: Avengers/Hulk, 2021; Avengers 1,000,000 B.C., 2022)
  - 2024 – Avengers 11: Nejmocnější hrdinové napříč dějinami, (autoři: Jason Aaron, Mark Russell, Ivan Fiorelli, Javiér Garrón a Greg Land: Avengers Vol. 8 #57–62, 2022)

### Crossovery a eventy
- 2008 – Tajná válka – (autoři: Brian M. Bendis a Gabriele Dell'Otto: Secret War #1–5, 2004–05)
- 2010 – Tajné války superhrdinů Marvelu – (autoři: Jim Shooter a Mike Zeck: Marvel Super Heroes Secret Wars #1–12, Thor #383, She-Hulk #10, What If? #4, 114, 1984–85)
- 2013 – Ultimátní komiksový komplet #29: Tajná válka – (autoři: Brian M. Bendis a Gabriele Dell'Otto: Secret War #1–5, 2004–05)
- 2013 – Ultimátní komiksový komplet #05: Tajné války superhrdinů Marvelu 1 – (autoři: Jim Shooter a Mike Zeck: Marvel Super Heroes Secret Wars #1–6, 1984–85)
- 2014 – Ultimátní komiksový komplet #06: Tajné války superhrdinů Marvelu 2 – (autoři: Jim Shooter a Mike Zeck: Marvel Super Heroes Secret Wars #7–12, 1984–85)
- 2014 – Ultimátní komiksový komplet #42: Občanská válka – (autoři: Mark Millar a Steve McNiven: Civil War #1–7, 2006–07)
- 2015 – Ultimátní komiksový komplet #57: Tajná invaze – (autoři: Brian M. Bendis a Leinil Francis Yu: Secret Invasion #1–8, 2008–09)
- 2016 – Ultimátní komiksový komplet #74: Samotný strach, část první – (autoři: Matt Fraction a Stuart Immonen: Fear Itself #1–3, Fear Itself Prologue: Book of The Skull, Fear Itself: The Worthy One-Shot, 2011)
- 2016 – Ultimátní komiksový komplet #75: Samotný strach, část druhá – (autoři: Matt Fraction a Stuart Immonen:Fear Itself #4–7, Fear Itself #7.1: Captain America, 2011)
- 2016 – Ultimátní komiksový komplet #82: Avengers vs. X-Men, část první – (autoři: Jason Aaron, Brian M. Bendis, Ed Brubaker, Matt Fraction, Jonathan Hickman, Frank Cho a John Romita Jr.: Avengers vs. X-Men #0–4 a AVX Versus #1–2, 2012).
- 2017 – Ultimátní komiksový komplet #83: Avengers vs. X-Men, část druhá – (autoři: Jason Aaron, Brian M. Bendis, Ed Brubaker, Matt Fraction, Jonathan Hickman, Frank Cho a John Romita Jr.: Avengers vs. X-Men #5–8 a AVX Versus #3–4, 2012).
- 2017 – Ultimátní komiksový komplet #84: Avengers vs. X-Men, část třetí – (autoři: Jason Aaron, Brian M. Bendis, Ed Brubaker, Matt Fraction, Jonathan Hickman, Frank Cho a John Romita Jr.: Avengers vs. X-Men #9–12 a AVX Versus #5–6, 2012).
- 2021 – Válka říší – (autoři: Jason Aaron a Russell Dauterman: War of the Realms #1–6, 2019).
- 2021 – Tajné impérium I. – (autoři: Nick Spencer, Daniel Acuña, Joshua Cassara, Steve McNiven, Rod Reis, Andrea Sorrentino, Leinil Francis Yu: Secret Empire #0, Free Comic Book Day 2017 (Secret Empire) a Secret Empire #1–6, 2017).
- 2021 – Tajné impérium II. – (autoři: Nick Spencer, Daniel Acuña, Joshua Cassara, Steve McNiven, Rod Reis, Andrea Sorrentino, Sean Izaakse, Joe Bennett, David Marquez, Ron Lim, Paco Medina, Leinil Francis Yu: Secret Empire #7–10, Secret Empire Omega #1, Captain America (Vol. 8) #25, 2017).

### Spin-offy
- 2014 – Ultimátní komiksový komplet #31: New Avengers – Útěk, (autoři: Brian M. Bendis a David Finch: The New Avengers #1–6, 2005)
- 2015 – Ultimátní komiksový komplet #66: Secret Avengers – Mise na Mars, (autoři: Ed Brubaker a Mike Deodato: Secret Avengers #1–5, 2010)
- 2018 – Nejmocnější hrdinové Marvelu #63: West Coast Avengers, (autoři: Roger Stern a Bob Hall: West Coast Avengers (Vol. 1) #1–4, 1984; Roy Thomas, Dann Thomas a David Ross: Avengers: West Coast (Vol. 2) #89–91, 1992–93)
- 2019 – Nejmocnější hrdinové Marvelu #68: Akademie Avengers, (autoři: Christos N. Gage, Mike McKone a Jorge Molina: Avengers Academy (Vol. 1) #1–6, 2010–11)
- 2019 – Nejmocnější hrdinové Marvelu #69: Great Lakes Avengers, (autoři: Dan Slott a Paul Pelletier: G.L.A. (Vol. 1) #1–4, 2005; John Byrne: West Coast Avengers (Vol. 2) #46, 1989)
- 2019 – Nejmocnější hrdinové Marvelu #70: Pet Avengers, (autoři: Chris Eliopoulos a Ig Guara: Lockjaw and the Pet Avengers (Vol. 1) #1–4, 2009; Chris Eliopoulos a Ig Guara: Avengers vs. Pet Avengers (Vol. 1) #1–4, 2010–11)
- 2020 – Nejmocnější hrdinové Marvelu #93: Secret Avengers, (autoři: Ed Brubaker a Mike Deodato: Secret Avengers #1, 2010; Warren Ellis, Jamie McKelvie, Kev Walker, David Aja, Michael Lark a Alex Maleev: Secret Avengers #16–20, 2011)

## Film a televize

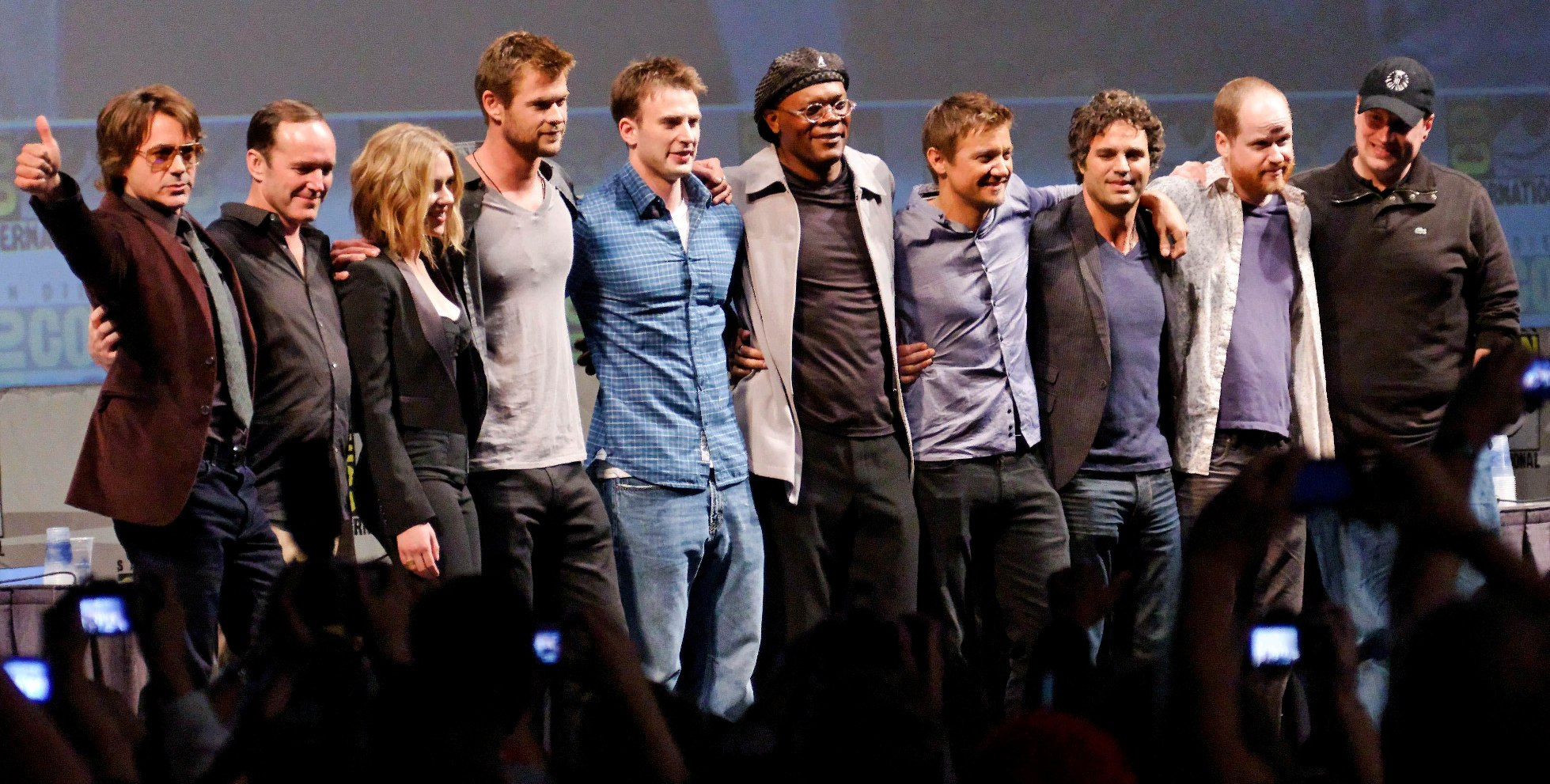
Herecká a tvůrčí sestava z filmu Avengers v roce 2010 na Comic-Conu v San Diegu. Zleva Robert Downey Jr., Clark Gregg, Scarlett Johansson, Chris Hemsworth, Chris Evans, Samuel L. Jackson, Jeremy Renner, Mark Ruffalo, Joss Whedon a Kevin Feige.

### Film
- 2012 – Avengers – režie Joss Whedon
- 2015 – Avengers: Age of Ultron – režie Joss Whedon
- 2018 – Avengers: Infinity War – režie Anthony a Joe Russoovi
- 2019 – Avengers: Endgame – režie Anthony a Joe Russoovi
- 2026 – Avengers: Doomsday – režie Anthony a Joe Russoovi
- 2027 – Avengers: Secret Wars – režie Anthony a Joe Russoovi

### Animované filmy a seriály
- 1966 – The Marvel Super Heroes
- 1999–2000 – The Avengers: United They Stand – americký animovaný seriál o 13 epizodách.
- 2010–2012 – Avengers: Nejmocnější hrdinové světa – americký animovaný seriál o 52 epizodách.
- 2013–2019 – Avengers – Sjednocení – americký animovaný seriál o 127 epizodách.